# تشارلز أوكونور هينيسي
تشارلز أوكونور هينيسي هو سياسي أمريكي، ولد في 11 سبتمبر 1860 في وترفورد في جمهورية أيرلندا، وتوفي في 19 نوفمبر 1936 في هاوورث في الولايات المتحدة. انتخب عضو مجلس ولاية نيوجيرسي ‏ وانتخب عضو جمعية نيوجيرسي العامة ‏.